# 피아노 소나타 16번 (베토벤)
《피아노 소나타 16번 사장조, 작품 번호 31-1》은 루트비히 판 베토벤에 의해 쓰인 피아노 소나타이다. 세 개의 작품으로 구성된 작품 번호 31 세트의 첫 번째 작품이다.

## 개요
16번 소나타는 1801년에서 1802년 초에 걸쳐 17번 및 18번 소나타와 함께 작곡이 이루어지고 있다. 장르 일련번호와는 다르게 실제로는 17번 템페스트 소나타가 이 16번 소나타보다 먼저 작곡된 것으로 여겨진다.
1822년 4월 22일에 작곡가의 동생인 카스파는 악보 출판사 브라이트코프 운트 헤르텔 사와 본 작품의 출판에 관하여 교환을 시작했다. 그러나 첫 출판은 한스 게오르크 네겔리가 기획한 클라브생 연주자 연주곡집에 17번과 쌍으로 수록되는 형태로 이루어졌다. 이때, 제1악장에서는 베토벤이 의도하지 않았던 네 마디의 수정이 이루어지고 있고, 이를 바로 잡기 "정확한 개정판"이 1803년에 짐로크 사를 통해 나왔다. 이 시점에서는 아직 본 작품은 17번 소나타와 세트로 되어 있었지만, 1805년에 카피 사가 출판한 판부터 16번, 17번 소나타에 18번 소나타가 더해져 현재의 작품 번호 31의 세트로 정리되었다.
베토벤은 1802년에 시들어가는 청력에 시달리다가 하일리겐슈타트 유서를 썼다. 그의 제자 카를 체르니에 따르면, 같은 시기에 베토벤은 그의 친구로 바이올린 연주자 겸 만돌린 연주자인 벤젤 크럼폴츠에게 "지금까지의 작품에 만족하지 않는다. 앞으로 새로운 길을 갈 것이다"라고 말했다고 한다. 그런 실의와 결의 속에 작곡된 이 소나타는 고전적인 모습 속에 밝은 악상이 한데 어우러지고 있다.

## 악장
작품은 세 개의 악장으로 구성되어 있다.